# Joaquín Carazo y Alvarado
Joaquín Carazo y Alvarado (n. Cartago, Costa Rica, el 7 de mayo de 1784 - m. San José, Costa Rica, el 31 de enero de 1852) fue un político costarricense, firmante del Acta de Independencia de Costa Rica.

## Datos familiares y personales
Fue hijo de don Francisco Carazo Soto y Barahona y doña Ana Jacoba de Alvarado y Baeza, casados el 4 de noviembre de 1770. Su madre fue hermana del presbítero Pedro José de Alvarado y Baeza, vicario eclesiástico de Costa Rica y presidente de la Junta Gubernativa interina que gobernó de diciembre de 1821 a enero de 1822. Se le bautizó con el nombre de José Joaquín Estanislao. Hermanos suyos fueron Ana Josefa (26.4.1772) c. 25.8.1799 c. D. Juan de Alvarado; José Lorenzo (11.8.1773) Carazo c.c. Da. María del Rosario Aranda; José Antonio (11.4.1775); José Manuel (23.5.1776 – m. ya en 1807), sacerdote; Fray José Francisco (4.7.1777, m. ya 1807), franciscano; María Hipólita (13.8.1778); José Nicolás Carazo y Alvarado (18.4.1780) Carazo c.c. Da. Escolástica Peralta; Pedro José Carazo y Alvarado (28.5.1781) c. Anacleta Ugalde y Alvarado; José Francisco (4.12.1782); María Jacoba de los Ángeles (2.8.1785); María Joaquina (10.12.1787) Loreto Carazo (T. 27.8.1819 – Soltera); María Josefa del Carmen (15.7.1789); Juan Manuel Esteban de Jesús (26.12.1790 - t. 22.12.1827), sacerdote; María Lucía de Jesús (3.7.1793); María Ramona de Jesús (15.9.1794) c. 11.1816 c. D. Félix Oreamuno y Jiménez, y Apolonio Carazo y Alvarado (m. ya 1807).
Casó en Heredia el 4 de noviembre de 1807 con doña Ana Francisca Bonilla y Alvarado (m. en mayo de 1859 en San José), hija de don Juan Francisco de Bonilla y Morales y doña Juana de Alvarado. Hijos de este matrimonio fueron: 
1) Manuel José Carazo y Bonilla c.c. Da. Toribia Peralta. 
2) Micaela Josefa (15.11.1809) Carazo c. 24.10.1834 c. D. Diego Sáenz y Ulloa, padres del canciller Luis Diego Sáenz Carazo.
3) Domitila Joaquina (12.5.1814) Carazo c. 9.7.1833 c. D. Nicolás Sáenz y Ulloa.
Se dedicó a la agricultura y al comercio con Panamá y a negocios judiciales. Además participó en las milicias de Costa Rica.

## Actividades políticas
Fue regidor interino de Cartago en 1812, secretario del Ayuntamiento de Cartago en 1813, mayordomo de propios del Ayuntamiento de Cartago en 1816 y alcalde segundo en 1817. Durante varios años fue secretario del Ayuntamiento de Cartago, cargo en cuyo ejercicio suscribió el 29 de octubre de 1821 el Acta de Independencia de Costa Rica. 
Fue partidario de la anexión de Costa Rica al Imperio Mexicano de don Agustín I. Debido a su participación en el bando monárquico en la Guerra Civil de 1823 fue detenido y conducido a San José, donde se le puso bajo arresto durante varios meses. Debido a esto también fue separado de su cargo de secretario del Ayuntamiento de Cartago en abril de 1823.
En 1824 fue nombrado nuevamente como secretario del Ayuntamiento y fue elegido como munícipe.
El 29 de septiembre de 1832 fue elegido como magistrado suplente de la Corte Superior de Justicia, cargo del que fue titular hasta 1833
Testó en San José el 29 de enero de 1852 y falleció dos días después.